# Nephelium lappaceum
Nephelium lappaceum L. è una pianta angiosperma della famiglia delle Sapindacee.
È un albero tropicale del Sud-Est Asiatico di media grandezza, che produce frutti commestibili detti rambutan, simili al litchi.

## Descrizione

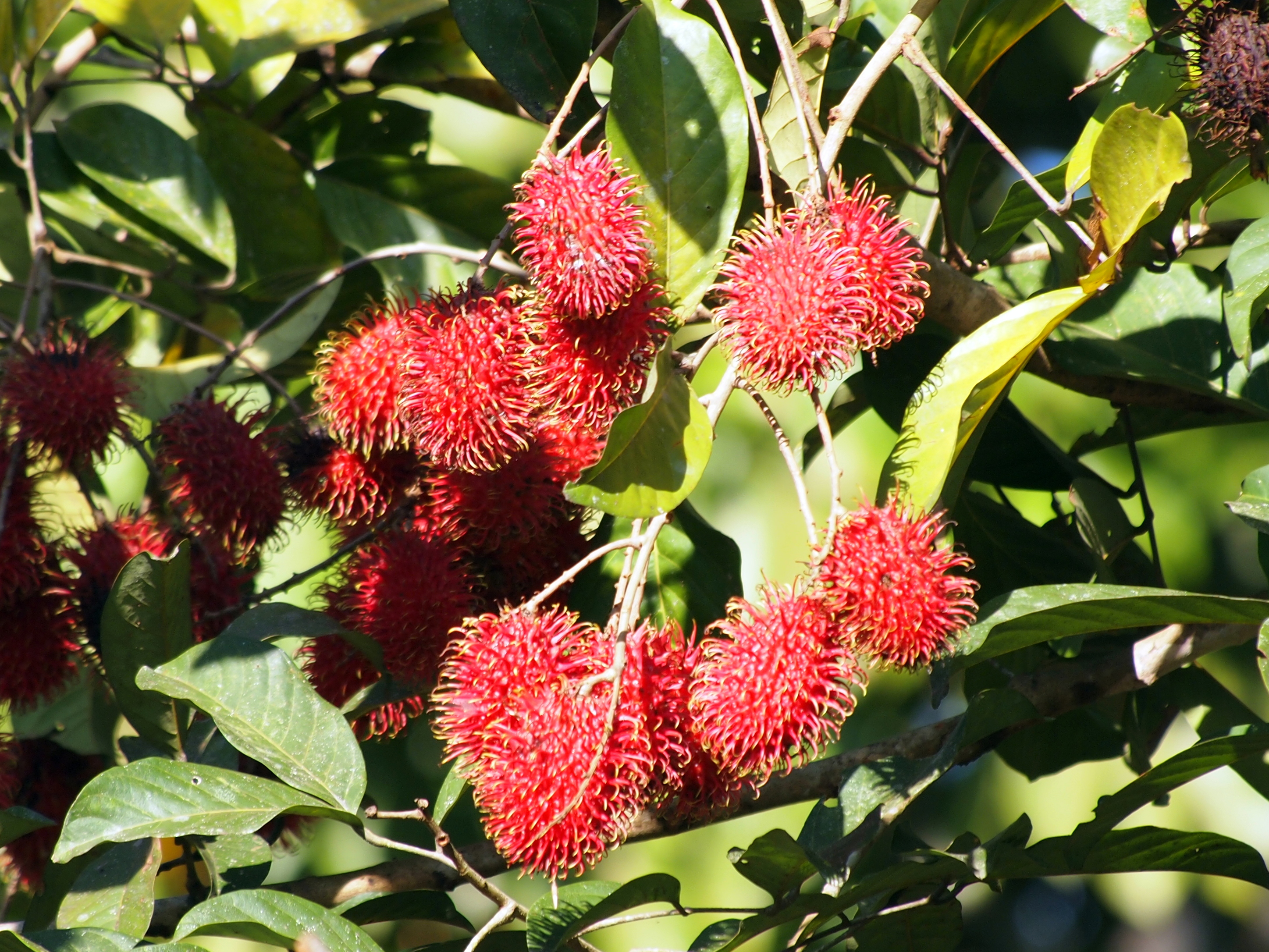
Rambutan maturi in Malaysia

Si tratta di un albero sempreverde che cresce fino a un'altezza di 12–20 m.
Le foglie sono alterne, lunghe 10–30 cm, pennate, a margine intero composte da 3-11 foglioline, ogni fogliolina misura 5–15 cm di lunghezza e 3–10 cm di larghezza.
I fiori sono piccoli, 2,5–5 mm, apetali e portati in infiorescenza. Gli alberi di Rambutan possono essere dioici con fiori maschili e femminili su individui separati o con fiori ermafroditi.
Il frutto ha una buccia ricoperta di spine rosse. La polpa è traslucida e dolce, con un duro seme centrale.